# Lia Leismüller
Lia Leismüller (* 29. März 1931 in Partenkirchen; † 6. Dezember 2001 in Garmisch-Partenkirchen) war eine deutsche Skirennläuferin. Sie startete für den SC Partenkirchen.
Leismüller wurde 1950 Deutsche Meisterin im Slalom und gewann 1951 den Deutschen Meistertitel im Abfahrtslauf. 1952 nahm sie an den Olympischen Winterspielen in Oslo teil, wo sie in der Abfahrt mit 50 Sekunden Rückstand auf die Siegerin Trude Jochum-Beiser den 35. Platz belegte.